# لويس مارسيلو سالاس
لويس مارسيلو سالاس (بالإسبانية: Luis Marcelo Salas)‏ هو لاعب كرة قدم تشيلي في مركزي الهجوم والوسط، ولد في 30 مارس 1998 في سانتياغو في تشيلي. لعب مع كولو-كولو.

## وصلات خارجية
- لويس مارسيلو سالاس على موقع قاعدة بيانات كرة القدم.إي يو (الإنجليزية)
- لويس مارسيلو سالاس على موقع Soccerway.com (الإنجليزية)
- لويس مارسيلو سالاس على موقع عالم كرة القدم.نت (الإنجليزية)